# Lugplapiagulam
Lugplapiagulam (Hueplapiagulam), pleme američkih Indijanaca nepoznate etnolingvističke pripadnosti, čije ime znači "ground chili pepper," naseljeno sredinom 18. stoljeća duž donjeg toka rijeke Rio Grande u kraju između sadašnjeg Rio Grande Cityja i ušća rijeke. Na mapama Jiménez Morena i Gabriela Saldivara locirani su na području današnjeg okruga Zapata. 
Prakticirali su circumciziju.

## Vanjske poveznice
- Lugplapiagulam Indians